# 襄邑県 (江蘇省)
襄邑県（じょうゆう-けん）は中華人民共和国江蘇省淮安市にかつて存在した県。現在の盱眙県の一部に相当する。

## 歴史
南北朝時代、北魏により設置され、北斉により廃止された。